# 弗洛伊德 (紐約州)
弗洛伊德（英語：Floyd）是一個位於美國紐約州奧奈達縣的鎮。

## 人口
根據2020年美國人口普查的數據，弗洛伊德的面積為90.11平方千米，當中陸地面積為89.66平方千米，而水域面積為0.45平方千米。當地共有人口3733人，而人口密度為每平方千米41人。